# Prieuré de Flavigny-sur-Moselle
Le prieuré de Flavigny-sur-Moselle est un prieuré dont l'origine remonte au Xe siècle, situé à Flavigny-sur-Moselle en Lorraine.

## Origine
Il s'agit du plus ancien monument cénobitique de la région, issu d'une grange monastique fondée en 952. Il subsiste aujourd'hui avec son cloître, sa tour, sa chapelle de style gothique flamboyant et différentes dépendances.
Le prieuré existait déjà au Xe siècle, fondé par Bérenger, évêque de Verdun, qui avait un droit de haute, moyenne et basse justice sur ses sujets. Il possède un moulin et détient le droit de passage sur la Moselle. Les habitants de Flavigny ont « mouture franche » et passage gratuit. Au fil des ans, se succèdent les Haraucourt, Antoine, Charles et Paul, Érard de Pulligny. Et en 1650, le prince Charles de Lorraine, futur Charles V. Il a neuf ans et réside à Vienne quand il est nommé abbé de Senones, de Moyenmoutier, Saint-Pierremont et prieur de Flavigny.

## Les prieurs
Flavigny compte quelques grands prieurs :
- Barthélémy de Lucy fait construire la nouvelle église du prieuré, que l'on peut encore voir de nos jours, parfaite réplique de la chapelle des Cordeliers de Nancy, l'ancienne ayant été fort malmenée par les Bourguignons en 1477 ;
- Son successeur Vary de Lucy (1509-1567) dote l'église de magnifiques vitraux, vendus en 1904 à des particuliers ;
- Dom Charles Noirel (1692-1710) fait construire le beau cloître intérieur ;
- Dom Charles Cachedenier de Vassimont (1712-1733) est un administrateur habile et conciliant,  « les moines sont heureux et les fermiers ne font aucune difficulté pour payer leurs redevances »;
- Dom Rémy Ceillier (1733-1761), savant philosophe et théologien, reçoit du cardinal Imperiali de Rome les restes sacrés de Sainte Émérite en remerciement de son ouvrage L'Histoire générale des auteurs sacrés et ecclésiastiques dédié au cardinal.

## Depuis la Révolution

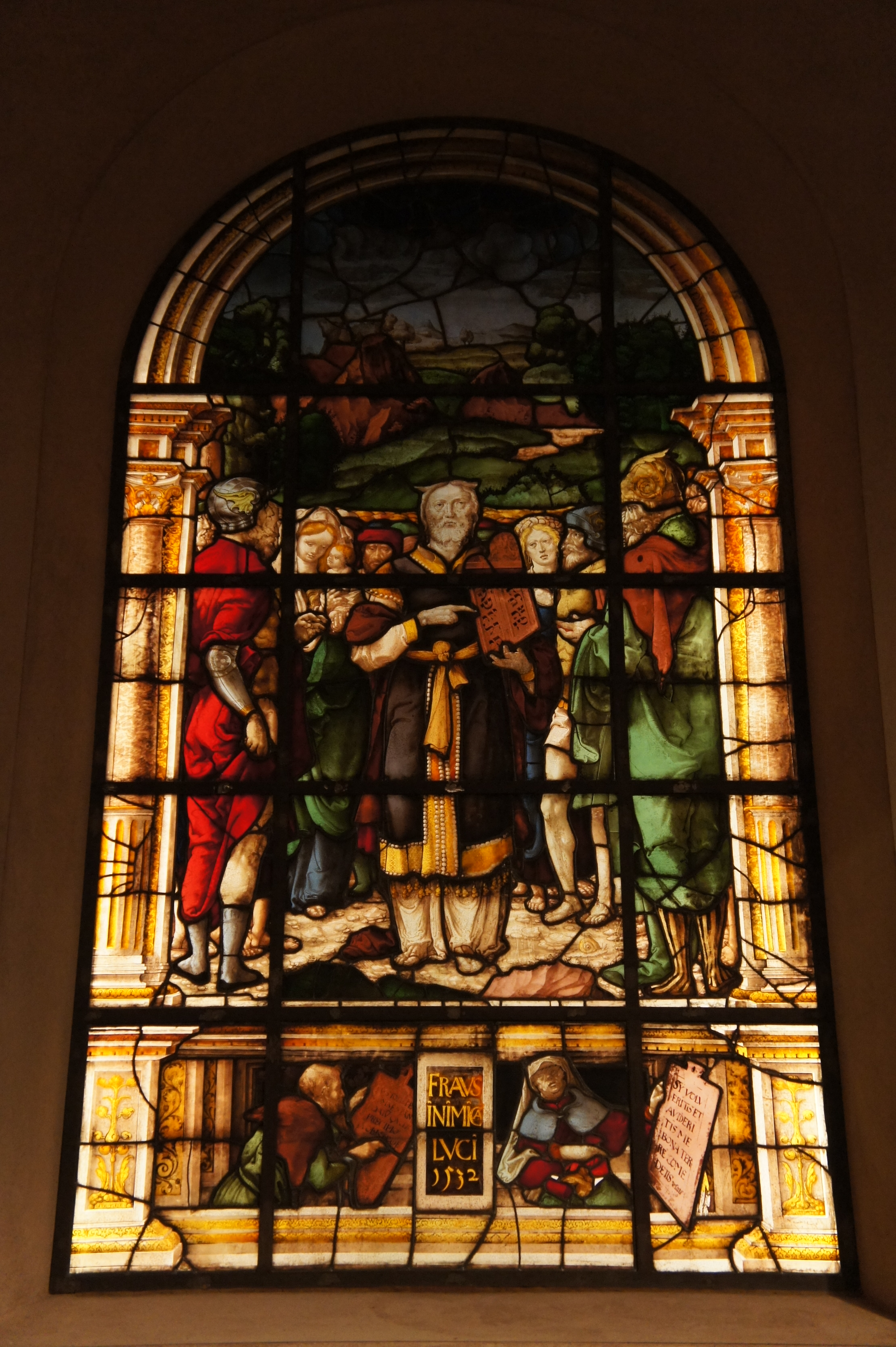
Moïse présentant les Tables de la Loi, vitrail de Bousch provenant de Flavigny-sur-Moselle.

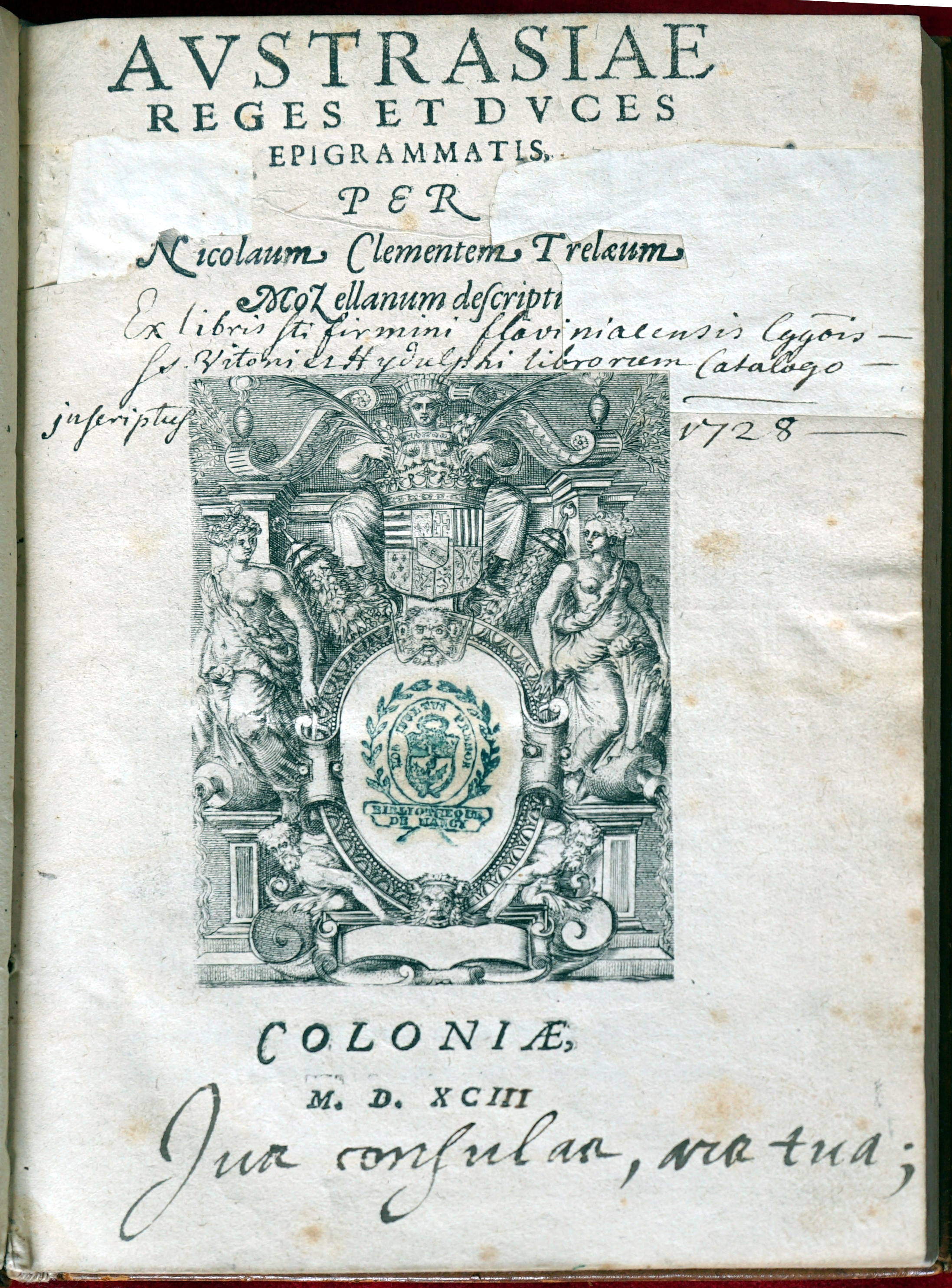
Livre ayant appartenu à la bibliothèque du prieuré, aujourd'hui à la Bibliothèque municipale de Nancy.

En 1789, le prieuré est pris dans la tourmente révolutionnaire. Le 30 juillet, les habitants de Flavigny menacent de s'en prendre aux bâtiments s'ils n'obtiennent pas les titres des droits que les bénédictins possèdent sur eux. L'armée prévenue arrête plusieurs révoltés et les emprisonne : les deux chefs sont pendus à Nancy, le 3 août.
Les biens du prieuré sont confisqués au profit de la Nation en 1790, et les onze moines présents quittent le couvent. Les biens de la communauté sont vendus à un acheteur compréhensif, qui eut à cœur d'entretenir les bâtiments pour les préserver.
En 1824, la dernière abbesse de Saint-Eustase de Vergaville, en Moselle, et quelques sœurs, sollicitées par le curé Baillard, s'installèrent au prieuré qu'elles avaient racheté aux héritiers Bernier. Les religieuses fondèrent un pensionnat de jeunes filles florissant.
Les bénédictines furent expulsées de leur couvent le 11 novembre 1904 en application des décrets de proscription contre les congrégations religieuses. Le prieuré fut racheté par M. Émile Culot, grand-père de M. Pierre Thidric.

## Une nouvelle vocation
Réquisitionné par l'armée pendant la Grande Guerre, le monastère fut transformé en quartier général et abrita l'état-major de la 8e Armée. La paix revenue, Madame Thidric céda en 1921 le prieuré à Gustave Simon, ancien Maire de Guerre de Nancy. Celui-ci, à son tour, le céda, en 1922, au Doyen Jacques Parisot désireux d'en faire un préventorium d'enfants.
Grâce à un don d'un riche Américain et à divers concours financiers, l'Office d'Hygiène Sociale put acquérir cette antique fondation bénédictine. Dès 1925 fut implanté à Flavigny-sur-Moselle un préventorium de 400 lits pour enfants primo-infectés. La tuberculose pratiquement vaincue, l’épidémie de poliomyélite fait naître un centre de réadaptation pour handicapés physiques géré conjointement par l’O.H.S. et la CRAM du Nord-Est.
La quasi-totalité des bâtiments monastiques subsistants a été classée Monument historique par arrêté du 11 décembre 1990 : église, bâtiment conventuel, cloître, salle capitulaire, bibliothèque, escalier, réfectoire, cuisine, décor intérieur, etc. Deux escaliers sont inscrits  par arrêté du 24 février 1986.

### Vitraux
- Les vitraux de Valentin Bousch réalisés à l'origine pour le prieuré de Flavigny-sur-Moselle et vendus après l'expulsion des bénédictines sont aujourd'hui conservés au Metropolitan Museum of Art de New York[2], dans une église de Stockbridge (Massachusetts)[3] et dans des collections particulières[4].
- La Création du monde et l'expulsion d'Adam et Éve du paradis, vitrail provenant de l'église Saint-Firmin de Flavigny-sur-Moselle, chez le marchand londonien, Sam Fogg, exposé à la foire de Maestricht en 2010, est reproduit dans le catalogue de cette manifestation, p. 252-253. Voir la photographie du vitrail sur le site La Tribune de l'art en lien externe, plus bas.